# Roos-Gletscher
Der Roos-Gletscher ist ein steiler Gletscher, der im westantarktischen Marie-Byrd-Land nahe der Walgreen-Küste die Nordwesthänge des Mount Murphy entwässert.
Das Advisory Committee on Antarctic Names benannte ihn 1976 nach dem US-amerikanischen Ozeanographen Sven Edward Roos (1907–1984), der den Polarforscher Richard Evelyn Byrd auf dessen erster (1928–1930) und zweiter Antarktisexpedition (1933–1935) begleitet hatte.